# Ewald Volgger
Ewald Volgger OT (* 6. Oktober 1961 in Bruneck, Südtirol) ist ein römisch-katholischer Ordensgeistlicher sowie Theologe und Liturgiewissenschaftler. Er war Rektor der Katholischen Privat-Universität Linz (2010–2014).

## Leben
Ewald Volgger war nach seinem Abschluss an der staatlichen Lehrerbildungsanstalt Bruneck 1979/80 Volksschullehrer an der Goetheschule in Bozen. 1980 trat er dem Deutschen Orden bei, das Noviziat absolvierte Volgger beim damaligen Novizenmeister Bruno Platter in Bozen. Er studierte von 1981 bis 1983 an der Philosophisch-Theologischen Hochschule Brixen und von 1983 bis 1987 an der Katholisch-Theologischen Fakultät der Universität Wien. 1985 legte er die Profess ab. Nach einer Wissenschaftlichen Assistenz an der Wiener Universität empfing er am 28. Juni 1987 die Priesterweihe. Er war Kaplan in Sarnthein in Südtirol. 1993 wurde er in Wien mit einer Dissertation über die Feier des Karfreitags bei Amalar von Metz zum Dr. theol. promoviert.
Nach einem einjährigen Studienaufenthalt in Rom war er von 1994 bis 1999 Dozent für Liturgiewissenschaft an der Philosophisch-Theologischen Hochschule Brixen, 1999 wurde er dort zum Professor ernannt. Zudem lehrte er am Höheren Institut für Theologische Bildung (Istituto Superiore di Scienze Religiose) und an den Brixner Theologischen Kursen. Er war Dozent für Liturgik an der Kirchenmusikschule in Brixen (1998–2003) und Meran (2001–2003). 2000 erfolgte zudem die Berufung zum Professor für Sakramententheologie in Brixen.
2003 wurde er zum Vorstand am Institut für Liturgiewissenschaft und Sakramentenlehre an der Katholischen Privat-Universität Linz berufen. Von 2010 bis 2014 war er deren Rektor.
Ewald Volgger war von 2000 bis 2014 Generalsekretär des Deutschen Ordens. 
Hauptlehr- und Forschungsschwerpunkte von Volgger sind die Heortologie, das Baptisterium, die Sakramententheologie sowie Geschichte, Theologie und Liturgie des Bußsakramentes, des Weiteren Ordensgeschichte, -spiritualität und -regeln des Deutschen Ordens.
Er ist Mitglied der Liturgiekommission für Österreich sowie des Bistums Linz und des Bistums Bozen-Brixen (Vorsitz), zudem der Liturgiekommission des Deutschen Ordens (Vorsitz).
2020 veröffentlichte Volgger das Buch The benediction of same sex partnerships, das liturgische Vorschläge für die öffentliche Segnung von Beziehungen desselben Geschlechts enthält.

## Schriften/Literatur
- Sankt Georg und sein Bilderzyklus in Neuhaus, Böhmen. Elwert, Marburg 2000, ISBN 3-7708-1212-3
- Die Feier des Karfreitags bei Amalar von Metz. Lit Verlag 2004, ISBN 3-825869415
- (mit Andreas Seehauser): Licht und Leben: die Pfarrkirche Maria in der Au, Bozen. Architektur und Kunst. Bozen: Pfarrei Maria in der Au 2010. ISBN 978-88-7073-534-5
- Hubert Gaisbauer: Ruhig und froh lebe ich weiter: Älter werden mit Johannes XXIII. Mit einem Essay über Loris Francesco Capovilla von Ewald Volgger. Wiener Dom-Verlag 2011, ISBN 978-3-85351-234-0
- mit Albert Urban (Hrsg.): Liturgie und Versöhnung: Wege des Heils. Deutsches Liturgisches Institut, Trier 2011, ISBN 978-3-937796-11-6
- (Hrsg.): The benediction of same sex partnerships. Regensburg 2020, 208 Seiten.